# Sân bay quốc tế Lubumbashi
Sân bay quốc tế Lubumbashi là một sân bay ở Lubumbashi, Cộng hòa Dân chủ Congo (IATA: FBM, ICAO: FZQA).
Sân bay quốc tế Lubumbashi được thành lập trong thời kỳ thuộc địa với tên gọi là sân bay Elisabethville. Nó cũng được gọi là sân bay Luano.
Sân bay này đóng một vai trò cao trong chiến tranh Katanga. Sau khi nó đã bị chiếm giữ bởi lực lượng của Liên Hợp Quốc tại Congo, sân bay này đã được sử dụng làm một cơ sở chống lại chính quyền ly khai. 

## Hãng hàng không và điểm đến
| Hãng hàng không                | Các điểm đến                                                                                   |
| ------------------------------ | ---------------------------------------------------------------------------------------------- |
| Compagnie Africaine d'Aviation | Johannesburg-OR Tambo, Kalemie, Kananga, Kinshasa-N'djili, Mbuji-Mayi, Kolwezi, Kamina, Manono |
| Ethiopian Airlines             | Addis Ababa                                                                                    |
| Kenya Airways                  | Nairobi-Jomo Kenyatta                                                                          |
| Korongo Airlines               | Johannesburg-OR Tambo, Kinshasa-N'djili, Mbuji-Mayi                                            |
| South African Express          | Johannesburg-OR Tambo                                                                          |